# María Florencia Fernández
María Florencia Fernández (12 de noviembre de 1991) es una ajedrecista argentina, con título de Maestra Internacional Femenina (WIM) desde 2013 y múltiple Campeona de Ajedrez Femenil de la Argentina.
En el ranking FIDE de noviembre de 2015, tenía un Elo de 2219 puntos, lo que la ubicaba en la jugadora número 4 (y 128 absoluta en activo) de Argentina. Su Elo máximo fue de 2234 puntos, en la lista de mayo de 2014.

## Resultados destacados en competiciones
En los años 2009, 2013, 2017, 2018 y 2022 fue campeona femenina de Argentina, mientras que en 2011 fue tercera (la campeona fue Ayelén Martínez), y subcampeona en 2014 a medio punto de Claudia Amura.

### Participación en olimpíadas de ajedrez
Florencia ha participado, representando a Argentina, en tres Olimpíadas de ajedrez entre los años 2010 y 2014, con un resultado de (+10 =5 –10), con una puntuación del 50,0%. Su mejor resultado fue en la Olimpíada de 2010 al puntuar 4 de 7 (+3 -2 =2), con el 57,1% de la puntuación, y un rendimiento de 2060.